# سيمون جيرتز
سيمون لونا لويز سودرلوند جيرتز (بالسويدية: Simone Giertz)‏ (Swedish: ‎[jæʈʂ]‏ ؛ من مواليد 1 نوفمبر 1990)،  هي مخترعة سويدية وصانع ومتحمسة للروبوتات ومضيفة تلفزيونية ويوتيوبر محترفة. عملت سابقًا في صحافة الرياضية المختلطة لفنون الدفاع عن النفس، وكانت محررة لموقع Sweden.se الرسمي في السويد. لديها أكثر من مليون مشترك على قناتها على اليوتيوب.

## السيرة الشخصية
اعتبرت جيرتس أن شخصية الرسوم المتحركة عبقرينو من ديزني كانت إلهامها الأول. درست الفيزياء الهندسية في الكلية لكنها تركت الدراسة بعد عام. بدأت في ابتكار اختراعات «عديمة الفائدة» بعد دراستها في مدرسة Hyper Island في ستوكهولم، حيث استلهمت عملها من المجتمع المحلي للأجهزة المفتوح المصدر. بدأ اهتمام جيرتز بالإلكترونيات في عام 2013 ؛ حيث صنعت خوذة فرشاة أسنان لاستخدامها في حلقة تجريبية لبرنامج أطفال تناول موضوع الإلكترونيات. تم تحميل الحلقة على اليوتيوب بعد عدم اعتماد الحلقة للبرنامج التلفزيوني، وبدأت مسيرتها المهنية على اليوتيوب.
تصنف جيرتس نفسها بأنها «ملكة الروبوتات الغريبة» وتدير قناة على موقع يوتيوب حيث توظف روح الدعابة لعرض ما تصنع من الروبوتات الميكانيكية لأتمتة المهام اليومية؛ على الرغم بناء الأجهزة من وجهة نظر ميكانيكية بحتة، فإنها غالباً ما تصلح لتشكل أجهزة ئات فائدة عملية، وئلك إضفاء الصبغة الهزلية. تضمنت اختراعاتها منبهًا يصفع المستخدم،  جهاز لوضع أحمر الشفاه،  وجهاز لوضع الشامبو على شعر المستخدم. عند بناء الروبوتات، لا تسعى جيرتس إلى بناء شيء مفيد، بل تقدم حلولًا متطرفة لمشاكل يمكن اتمتها بسهولة.
في عام 2016، انضمت جيرتس إلى Tested.com ، بالتعاون مع Adam Savage في مشروعها الأول، طاقية أطعام البوشار. في عام 2017، قدمت برنامج تلفزيوني كوميدي باسم Manick على قناة TV6 السويدية. الغرض الأساسي للبرنامج هو تقديم مخترعين يقدموا حلولًا إبداعية مضحكة للمشاكل اليومية.

## الأسرة والحياة الشخصية
بدأ من يوليو 2016 انتقلت جيرتز للعيش في سان فرانسيسكو.
تعود عائلة جيرتس إلى أصول من أسفل ألمانيا. وهي ابنة كارولين جيرتس، الروائية والمذيعة التلفزيونية، والتي وصفتها سيمون بأنها «صائدة أشباح» بسبب عمل والدتها في برنامج تلفزيون الواقعي عن الخوارق Det Okända . جيرتس هو سليلة لارس ماغنوس إريكسون، مؤسس إريكسون.
في سن ال 16، أمضى ت جيرتس سنة في الصين كطالبة تبادل. عاشت في خفي، حيث تعلمت أساسيات لغة الماندرين. وأثناء إقامتها في الصين، شاركت بمسرحية هزلية صينية تسمى Huan Xi Long Xia Dang ((بالصينية: 欢喜龙虾档)، مطعم الكركند السعيد)، حيث لعبت دور كاثرين، فتاة أمريكية متزوجة من رجل صيني.
كما أنضمت جييرتس لفترة وجيزة إلى المعهد الملكي السويدي للتكنولوجيا (KTH) ، حيث درست الفيزياء.
في 30 أبريل 2018، أعلنت جييرتس عبر موقع يوتيوب أنه قد تم تشخيصها بورم في المخ، وهو غير سرطاني. وبعد أن أجرت عملية جراحية لإزالة الورم السحائي في 30 مايو 2018، واصلت نشر الروايات المضحكة والمتفائلة بتقدمها بعد الجراحة، بما في ذلك صور «ندبها الشريرة»  كما نشرت فيديو على حسابها في Patreon. في 18 يناير 2019، أعلنت جيرتس عن عودة ورمها.

## روابط خارجية
- الموقع الرسمي
- قناة سيمون جيرتز